# İmambayıldı

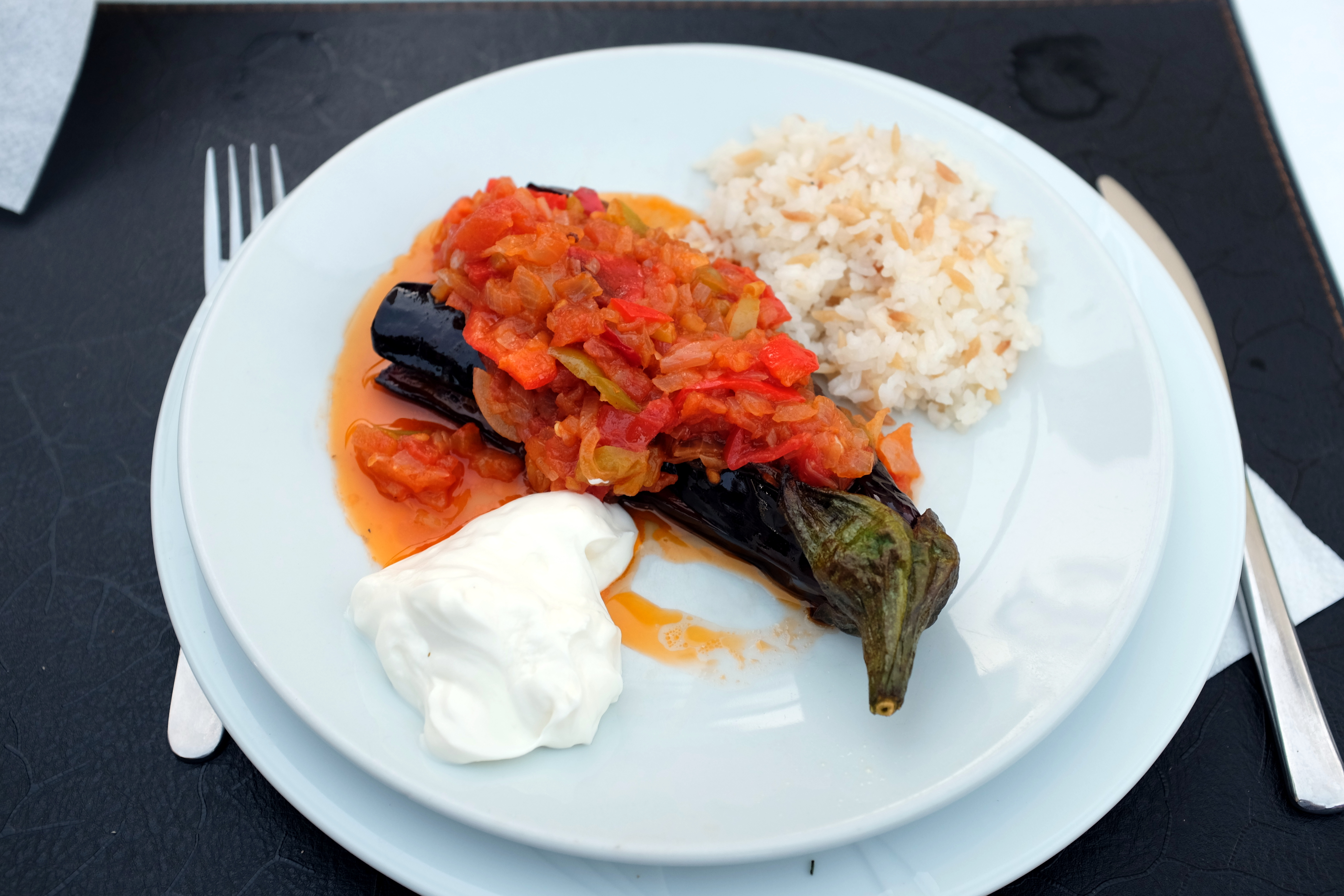
İmambayıldı

İmambayıldı ou İmam bayıldı (literalmente traduzido por «o imã caiu») é um prato tradicional da cozinha turca. É um prato tipicamente vegetariano, por apenas conter produtos vegetais. Trata-se de beringelas estufadas em azeite quente até à polpa poder ser recolhida. Depois as beringelas são recheadas por uma massa composta por cebolas, tomates, e alho picadas. Depois de recheadas as beringelas são levadas ao forno bem quente durante 12 a 15 minutos.